# Facultad de Enfermería de Gijón
La Facultad de Enfermería de Gijón es un órgano del Servicio de Salud del Principado de Asturias, adscrito orgánicamente a la Dirección Gerencia, y un Centro Universitario adscrito a la Universidad de Oviedo ubicado en el campus de Gijón, en las proximidades del Hospital Universitario de Cabueñes. 

## Historia
Fue creada como Escuela de Ayudantes Técnicos Sanitarios en el año 1975 por el Instituto Nacional de Previsión, en la residencia sanitaria de la Seguridad Social 'José Gómez Sabugo', lo que hoy es el Hospital Universitario de Cabueñes, que fue su primera sede. En 1978 los estudios pasan a ser mixtos, se transforman en diplomatura y la Escuela de ATS se transforma en Escuela Universitaria de Enfermería adscrita a la Universidad de Oviedo (Real Decreto 2128/1977 de 23 de julio). Salió entonces del hospital y se instaló de forma temporal en la Universidad Laboral, y, posteriormente, mientras se ejecutaban las obras del edificio que la alberga en la actualidad, en el edificio de la Escuela Superior de la Marina Civil de Gijón. El actual edificio, ubicado en medio del aparcamiento frente al bloque de hospitalización del Hospital de Cabueñes, se inauguró en 1993.
Con la transferencia de las competencias en materia de sanidad por parte del Estado al Principado de Asturias pasó a depender de la administración autonómica. Asimismo, a partir del curso académico 2009-2010, se inició el cambio de diplomatura, de tres años de duración, a grado, de cuatro años, siendo el primer título de la Universidad asturiana que adaptó sus estudios al Espacio Europeo de Educación Superior (EEES).
En el año 2014 el centro adoptó su actual denominación de Facultad de Enfermería de Gijón.
En 2025 el Gobierno de Asturias acordó trasladar la facultad desde el aparcamiento del Hospital de Cabueñes hasta la Universidad Laboral. El plan original era ubicar a la escuela en la ampliación del Hospital, pero las obras sufrieron un parón por lo que se replanteó la ubicación final de la escuela.
En el gran complejo que es la Universidad Laboral, la Facultad de Enfermería se ubicará en la planta baja de la antigua residencia de estudiantes, un espacio que en los 2000 se planteó como un hotel. Contará con grandes espacios  y compartirá edificio con la Facultad Jovellanos de la misma universidad.